# Direct Sequence Spread Spectrum
In telecomunicazioni il Direct Sequence Spread Spectrum (DSSS), è una tecnologia di trasmissione a "frequenza diretta" a banda larga, nella quale ogni bit viene trasmesso come una sequenza ridondante di valori, detta chip. Tale metodo è indicato per la trasmissione e la ricezione di segnali deboli. Consente l'interoperabilità delle reti wireless attuali a 11 Mb/s con le precedenti a 1-2 Mb/s. 
L'interfaccia DSSS utilizza un sistema con dispersione in banda base, impiegando un chipping code (codice di dispersione); modulando il dato prima di trasmetterlo, ogni bit trasmesso viene disperso su una sequenza a 11 bit (sequenza di Barker) di durata minore di un singolo bit di informazione. Il segnale trasmesso consumerà così una maggiore larghezza di banda, consentendo però la ricezione di segnali deboli. 

## Benefici
- Resistenza a jamming non intenzionali o intenzionali
- Condivisione di un singolo canale tra più utenti
- Livello ridotto del segnale/rumore di fondo ostacola l'intercettazione
- Determinazione del tempo relativo tra trasmettitore e ricevitore

## Usi del Direct Sequence Spread Spectrum
- I sistemi di geolocalizzazione americano GPS, l'europeo Galileo ed il russo GLONASS; inizialmente GLONASS usava DSSS con una singola sequenza di diffusione in unione a FDMA, mentre una futura implementazione di GLONASS usa DSSS per ottenere CDMA con sequenze di diffuzione multiple.
- DS-CDMA (Direct-Sequence Code Division Multiple Access) è uno schema ad accesso multiplo basato sul DSSS che funziona diffondendo i segnali da o verso differenti utenti con codici differenti. È il tipo di CDMA più utilizzato.
- Telefoni cordless che operano con bande di 900MHz, 2.4GHz e 5.8GHz.
- Tecnologia Wireless (Wi-Fi) IEEE 802.11b 2.4 GHz, e il suo predecessore 802.11-1999. (Il suo successore 802.11g usa sia OFDM che DSSS).
- Lettura automatica del contatore.
- Alcuni veicoli radiocomandati nel campo aeronautico, marittimo e delle automobili.